# Paramuricea kukenthali
Paramuricea kukenthali är en korallart som beskrevs av Hjalmar Broch 1913. Paramuricea kukenthali ingår i släktet Paramuricea och familjen Plexauridae. Inga underarter finns listade i Catalogue of Life.